# Manuel A. Ugarte
Manuel A. Ugarte fue un hacendado y político peruano. 
En 1880, durante la Guerra del Pacífico, participó de los preparativos que se tomaron el 20 de abril ante la idea peruana que la escuadra chilena que bloqueaba el puerto del Callao atacaría ese día.
Fue elegido diputado por la provincia de La Convención en 1886 durante el gobierno del presidente Andrés Avelino Cáceres y reelecto en 1889 y 1892.